# Danh sách đĩa nhạc của Super Junior
Đây là danh sách đĩa nhạc của nhóm nhạc Hàn Quốc Super Junior, được sản xuất và giám sát bởi SM Entertainment. Super Junior cũng có chia ra thành nhiều nhóm nhỏ hướng đến những thị trường khác nhau. Dù các nhóm nhỏ không giành được nhiều thành công vang dội về mặt thương mại như nhóm chính, nhưng họ cũng đã mang lại những khía cạnh khác để đánh giá. Ví dụ như Super Junior-T, đã tạo nên sức ảnh hưởng đối với giới trẻ với dòng nhạc trot vốn là thể loại nhạc truyền thống của Hàn Quốc, hay Super Junior-M được coi là nhóm nhạc có sức ảnh hưởng lớn trong ngành công nghiệp âm nhạc Trung Quốc hiện nay.
Tính đến nay, nhóm đã phát hành 13 Album phòng thu, 6 Đĩa đơn (đều dưới dạng CD), và 4 DVD lưu diễn (Live album). Nhóm cũng đã tham gia phát hành tổng cộng 7 album hợp tác và album nhạc phim. Danh sách phát hành dưới đây là những bản phát hành chính thức bởi Super Junior, mặc dù nhóm cũng có những sản phẩm không được phát hành chính thức nữa, ví dụ như những bài hát chủ đề cho các chương trình phát thanh hay truyền hình.
Album thứ tư của nhóm, Bonamana là album bán được nhiều nhất năm 2010 với tổng cộng 200,193 bản được bán ra, và phiên bản repackaged đứng ở vị trí thứ 9 với 99,355 bản. Vào ngày 12 tháng 4 năm 2012, Gaon Chart cũng thông báo rằng tính cho đến hết tháng 3 năm 2012 thì album phòng thu thứ năm của họ, Mr. Simple đã bán được tổng cộng 502,830 bản riêng tại Hàn Quốc, là nhóm đầu tiên đạt được thành tích nửa triệu bản trong vòng 4 năm trở lại đây, là album thành công nhất trong sự nghiệp hoạt động âm nhạc của nhóm. Album thứ 6 Sexy, Free & Single chỉ sau 1 tháng phát hành đã trở thành album bán chạy nhất năm 2012 theo số liệu của Hanteochart.

## Album
Danh sách dưới đây, bao gồm cả album ra mắt của nhóm (SuperJunior05) và đĩa đơn hợp tác với TVXQ (Show Me Your Love) - cả hai đĩa này được phát hành dưới tên SuperJunior05, và các bản thu khác được phát hành dưới tên Super Junior.

### Album phòng thu

#### Album tiếng Hàn
| Tên | Thông tin | Vị trí xếp hạng cao nhất | Vị trí xếp hạng cao nhất | Vị trí xếp hạng cao nhất | Vị trí xếp hạng cao nhất | Vị trí xếp hạng cao nhất | Vị trí xếp hạng cao nhất | Vị trí xếp hạng cao nhất | Doanh số                                             | Chứng nhận       |
| Tên | Thông tin | KOR Gaon                 | KOR RIAK                 | JPN Oricon               | JPN Hot                  | TW                       | US World                 | US Heat                  | Doanh số                                             | Chứng nhận       |
| --- | --- | ------------------------ | ------------------------ | ------------------------ | ------------------------ | ------------------------ | ------------------------ | ------------------------ | ---------------------------------------------------- | ---------------- |
| Twins | - Phát hành: 5 tháng 12 năm 2005 - Hãng đĩa: SM Entertainment - Định dạng: CD, cassette, digital download, online streaming                                                                                             | 14                       | 3                        | —                        | —                        | 16                       | —                        | —                        | - HQ: 124,292+                                       |                  |
| Don't Don | - Phát hành: 20 tháng 11 năm 2007 - Hãng đĩa: SM Entertainment - Tái phát hành: 5 tháng 12 năm 2007 - Định dạng: CD, cassette, DVD, digital download, online streaming                                                  | 16                       | 1                        | 55                       | —                        | 3                        | —                        | —                        | - HQ: 199,735+                                       |                  |
| Sorry, Sorry | - Phát hành: 3 tháng 12 năm 2009 - Hãng đĩa: SM Entertainment - Tái phát hành (It's You): 14 tháng 5 năm 2009 - Định dạng: CD, digital download, online streaming                                                       | 17                       | —                        | 33                       | —                        | 2                        | —                        | —                        | - KOR: 299,140+                                      |                  |
| Bonamana | - Phát hành: 13 tháng 5 năm 2010 - Hãng đĩa: SM Entertainment - Tái phát hành (No Other): 28 tháng 6 năm 2010 - Định dạng: CD, DVD, digital download, online streaming                                                  | 1                        | —                        | 15                       | —                        | 1                        | 7                        | —                        | - HQ: 332,072+ - NB: 30,615+                         |                  |
| Mr. Simple | - Phát hành: 3 tháng 8 năm 2011 - Hãng đĩa: SM Entertainment - Tái phát hành (A-CHA): 19 tháng 12 năm 2011 - Định dạng: CD, digital download, online streaming                                                          | 1                        | —                        | 17                       | —                        | 2                        | 3                        | 41                       | - HQ: 562,690+ - NB: 54,498+ - Mỹ: 5,000             |                  |
| Sexy, Free & Single | - Phát hành: 4 tháng 6 năm 2012 - Hãng đĩa: SM Entertainment - Tái phát hành (SPY): 6 tháng 8 năm 2012 - Định dạng: CD, digital download, online streaming                                                              | 1                        | —                        | 5                        | —                        | 4                        | 3                        | 37                       | - HQ: 503,522+ - NB: 73,285+                         |                  |
| Mamacita | - Phát hành: 1 tháng 12 năm 2014 - Hãng đĩa: SM Entertainment - Tái phát hành (This Is Love): 27 tháng 10 năm 2014 - Định dạng: CD, digital download, online streaming                                                  | 1                        | —                        | 11                       | —                        | 1                        | 1                        | 39                       | - HQ: 411,606+ - NB: 37,410+                         |                  |
| Play | - Phát hành: 6 tháng 12 năm 2017 - Hãng đĩa: SM Entertainment - Tái phát hành (Pause): 28 tháng 12 năm 2017 - Tái phát hành (Replay): 4 tháng 12 năm 2018 - Định dạng: CD, digital download, online streaming, Kihno    | 1                        | —                        | 16                       | 9                        | —                        | 2                        | 15                       | - HQ: 438,836 - NB: 23,419 - TQ: 70,874              |                  |
| Time_Slip | - Phát hành: 14 tháng 10 năm 2019 - Hãng đĩa: SM Entertainment - Tái phát hành (Timeline): 6 tháng 12 năm 2019 - Tái phát hành (Timeless): ngày 28 tháng 1 năm 2020 - Định dạng: CD, digital download, online streaming | 1                        | —                        | 7                        | 9                        |                          | 9                        | —                        | - HQ: 553,371 - NB: 24,677 - TQ: 155,612 - Mỹ: 1,000 | - KMCA: Bạch kim |
| The Renaissance | - Phát hành: 16 tháng 3 năm 2021 - Hãng đĩa: SM Entertainment - Định dạng: CD, digital download, online streaming | 1                        | —                        | 24                       | 18                       |                          | —                        | —                        | - HQ: 433,065 - NB: 10,482 (Physical) - TQ: 66,438   | - KMCA: Bạch kim |
| "—" cho biết album không xuất hiện trong bảng xếp hạng hoặc không được phát hành trong khu vực này. "N/A" biểu thị các biểu đồ không có sẵn. | |                          |                          |                          |                          |                          |                          |                          |                                                      |                  |

#### Album tiếng Nhật
| Tên | Thông tin | Vị trí xếp hạng cao nhất | Vị trí xếp hạng cao nhất | Vị trí xếp hạng cao nhất | Doanh số                    | Chứng nhận   |
| Tên | Thông tin | KOR Gaon                 | JPN Oricon               | TW                       | Doanh số                    | Chứng nhận   |
| --- | --- | ------------------------ | ------------------------ | ------------------------ | --------------------------- | ------------ |
| Hero | - Phát hành: 24 tháng 7 năm 2013 - Hãng đĩa: Avex Trax - Định dạng: CD, DVD, digital download, online streaming | 10                       | 2                        | 15                       | - HQ: 3,495+ - NB: 122,373+ | - RIAJ: Vàng |
| "—" cho biết album không xuất hiện trong bảng xếp hạng hoặc không được phát hành trong khu vực này. "N/A" biểu thị các biểu đồ không có sẵn. | |                          |                          |                          |                             |              |

### Đĩa đơn
Đĩa đơn tiếng Hàn
| Năm                                                                             | Thông tin | Xếp hạng a | Xếp hạng a | Xếp hạng a | Xếp hạng a | Xếp hạng a | Doanh số                 |
| Năm                                                                             | Thông tin | TQ         | NB         | HQ         | TL         | ĐL         | Doanh số                 |
| ------------------------------------------------------------------------------- | --- | ---------- | ---------- | ---------- | ---------- | ---------- | ------------------------ |
| 2005                                                                            | Show Me Your Love - Album hợp tác với TVXQ - Phát hành: 15 tháng 12 năm 2005 - Language: Tiếng Hàn - Định dạng: CD | –          | –          | 1          | 8          | –          | 67,000+ (Korean version) |
| 2006                                                                            | U - Phát hành: 9 tháng 6 năm 2006 - Ngôn ngữ: Tiếng Hàn - Định dạng: CD, DVD                                       | –          | –          | 1          | 1          | –          | 91,416+ (Korean version) |
| "—" có nghĩa là không nằm trong bảng xếp hạng hoặc không được phát hành tại đó. | |            |            |            |            |            |                          |

Đĩa đơn đặc biệt
| Năm                                                                             | Thông tin | Xếp hạng a | Xếp hạng a | Xếp hạng a | Xếp hạng a | Xếp hạng a | Doanh số                                       |
| Năm                                                                             | Thông tin | TQ         | NB         | HQ         | TL         | ĐL         | Doanh số                                       |
| ------------------------------------------------------------------------------- | --- | ---------- | ---------- | ---------- | ---------- | ---------- | ---------------------------------------------- |
| 2008                                                                            | U/Twins - Phiên bản Kỉ niệm tại Nhật Bản lần thứ nhất - Phát hành: 9 tháng 7 năm 2008 - Ngôn ngữ: Tiếng Nhật, Tiếng Hàn - Định dạng: CD, DVD | –          | 4          | –          | –          | –          | 20,375+ (Oricon chart)                         |
| 2008                                                                            | Marry U (phiên bản Nhật) - Phát hành: 26 tháng 11 năm 2008 - Ngôn ngữ: Tiếng Nhật - Định dạng: CD, DVD                                       | –          | 9          | –          | –          | –          | –                                              |
| 2012                                                                            | Oppa, Oppa - Sự kết hợp giữa Donghae & Eunhyuk - Phát hành: 4 tháng 4 năm 2012 - Ngôn ngữ: Tiếng Nhật - Định dạng: CD, CD+DVD                | –          | 2          | –          | –          | –          | 74,329+ (Oricon chart) (Còn tiếp tục cập nhật) |
| "—" có nghĩa là không nằm trong bảng xếp hạng hoặc không được phát hành tại đó. | |            |            |            |            |            |                                                |

Đĩa đơn tiếng Nhật
| Năm                                                                             | Thông tin | Vị trí cao nhất trên Oricon | Vị trí cao nhất trên Oricon | Vị trí cao nhất trên Oricon | Vị trí cao nhất trên Oricon | Doanh số ra mắt                 | Tổng doanh số | Chứng nhận   |
| Năm                                                                             | Thông tin | Ngày                        | Tuần                        | Tháng                       | Năm                         | Doanh số ra mắt                 | Tổng doanh số | Chứng nhận   |
| ------------------------------------------------------------------------------- | --- | --------------------------- | --------------------------- | --------------------------- | --------------------------- | ------------------------------- | ------------- | ------------ |
| 2011                                                                            | 美人 (BONAMANA) - 1st Japanese Single - Phát hành: 8 tháng 6 năm 2011 - Ngôn ngữ: Tiếng Nhật - Định dạng: CD, CD+DVD | 2                           | 2                           | 10                          | 107                         | 27,168 (Ngày) 59,262 (Tuần)     | 69,875+       | –            |
| 2011                                                                            | Mr. Simple - 2nd Japanese Single - Phát hành: 7 tháng 12 năm 2011 - Ngôn ngữ: Tiếng Nhật - Định dạng: CD, CD+DVD     | 1                           | 2                           | 8                           | 85                          | 17,185 (Ngày) 88,873 (Tuần)     | 102,042+      | - RIAJ: Vàng |
| 2012                                                                            | Opera - 3rd Japanese Single - Phát hành: 9 tháng 5 năm 2012 - Ngôn ngữ: Tiếng Nhật - Định dạng: CD, CD+DVD           | 1                           | 3                           | 5                           | –                           | 54,331 (Ngày) 159,789 (Tuần)    | 183,500+      | - RIAJ: Vàng |
| 2012                                                                            | Sexy, Free & Single - 4th Japanese Single - Phát hành: 22 tháng 8 - Ngôn ngữ: Tiếng Nhật - Định dạng: CD, CD+DVD     | 1                           | 2                           | 6                           | –                           | 63,813 (Daily) 109,821 (Weekly) | 118,902+      | - RIAJ: Vàng |
| "—" có nghĩa là không nằm trong bảng xếp hạng hoặc không được phát hành tại đó. | |                             |                             |                             |                             |                                 |               |              |

### Album concert tại Hàn Quốc
| Năm                                                                             | Thông tin | Xếp hạng a | Xếp hạng a | Xếp hạng a | Xếp hạng a | Xếp hạng a | Xếp hạng a |
| Năm                                                                             | Thông tin | TQ         | NB         | HQ         | TL         | ĐL         | Phil       |
| ------------------------------------------------------------------------------- | --- | ---------- | ---------- | ---------- | ---------- | ---------- | ---------- |
| 2008                                                                            | Super Show Tour Concert Album - 1st live album - Phát hành: 19 tháng 5 năm 2008 - Ngôn ngữ: Tiếng Hàn - Định dạng: CD, DVD               | –          | 230        | 1          | 1          | 1          | –          |
| 2009                                                                            | Super Show 2 Tour Concert Album - 2nd live album - Phát hành: 10 tháng 12 năm 2010 - Ngôn ngữ: Tiếng Hàn - Định dạng: CD, DVD            | –          | 81         | 1          | 1          | 1          | 1          |
| 2011                                                                            | Super Show 3 Tour Concert Album - 3st live album - Phát hành: 24 tháng 10 năm 2011 - Ngôn ngữ: Tiếng Hàn, Tiếng Anh - Định dạng: CD, DVD | –          | –          | 1          | –          | –          | –          |
| "—" có nghĩa là không nằm trong bảng xếp hạng hoặc không được phát hành tại đó. | |            |            |            |            |            |            |

### Đĩa nhạc phim
| Rainbow Romance OST                                                        | 12 tháng 7 năm 2006                                | "Can It Be Love?" [HC][KB]                                    | Heechul, Kibum                                                                            |
| H.I.T OST                                                                  | 4 tháng 4 năm 2007                                 | - "Success"[YS][SM][DH][RW] - "H.I.T"[YS][KI][SM][DH][RW][KH] | - Yesung, Sungmin, Donghae, Ryeowook - Yesung, Kibum, Sungmin, Donghae, Ryeowook, Kyuhyun |
| Attack on the Pin-Up Boys OST                                              | 26 tháng 7 năm 2007                                | - 1. "Wonder Boy" - 5. "Are you ready?"[YS]                   | - Super Junior - Yesung                                                                   |
| Thirty Thousand Miles In Search of My Son OST                              | 22 tháng 11 năm 2007                               | "Our Love (Our Love)" (Drama Ver)                             | Super Junior                                                                              |
| Single Dad In Love OST                                                     | Tháng 4, 2008                                      | "Don't Cry"[SD]                                               | Shindong song ca với Bongi                                                                |
| Tazza OST                                                                  | 30 tháng 9 năm 2008 (Nhạc số) 9 tháng 10 năm 2008  | "Love Really Hurts"[YS]                                       | Yesung                                                                                    |
| Xanadu OST                                                                 | 15 tháng 10 năm 2008                               | - "Suddenly"[KI] - "Don't Walk Away"[HC]                      | Kibum Heechul                                                                             |
| Nhạc kịch Namhan Sansung OST                                               | 23 tháng 9 năm 2009                                | '"The Trap of North Gate"'[YS]                                | Yesung                                                                                    |
| Nhạc kịch The Royal OST                                                    | 9 tháng 10 năm 2009                                | "I Akilla You" [SM]                                           | Sungmin                                                                                   |
| Loving You a Thousand Times OST (Part 2)                                   | 30 tháng 10 năm 2009                               | "초별" (First Star)[HC]                                       | Heechul                                                                                   |
| Pasta OST                                                                  | 4 tháng 1 năm 2010                                 | "Listen... To You"[KH]                                        | Kyuhyun                                                                                   |
| Cinderella's Sister OST                                                    | 15 tháng 4 năm 2010                                | "It Has To Be You"[YS]                                        | Yesung                                                                                    |
| Oh! My Lady OST (Part 3)                                                   | 10 tháng 5 năm 2010                                | "Motnatjyo" (못났죠)[SW]                                      | Siwon                                                                                     |
| Dream Come True OST                                                        | 20 tháng 5 năm 2010                                | - 1. "Victory Korea" - 2. "Victory Korea" (OST Ver.)          | Super Junior                                                                              |
| Baker King, Kim Tak Goo OST (Part 5)                                       | 5 tháng 8 năm 2010                                 | "Hope Is A Dream That Doesn't Sleep"[KH]                      | Kyuhyun                                                                                   |
| HARU OST                                                                   | 8 tháng 10 năm 2010 (Digital) 18 tháng 11 năm 2010 | "Angel"[SM][EH][DH][RW][KH]                                   | Sungmin, Eunhyuk, Donghae, Ryeowook và Kyuhyun                                            |
| Home Sweet Home OST (Part 3)                                               | 11 tháng 11 năm 2010                               | "Smile Again"[RW]                                             | Ryeowook                                                                                  |
| President OST (Part 1)                                                     | 15 tháng 12 năm 2010                               | "Biting My Lips"[SM][RW][KH]                                  | Ryeowook và Kyuhyun                                                                       |
| It's Okay, Daddy's Girl OST (Part 3)                                       | 22 tháng 12 năm 2010                               | "Just Like Now"[DH][RW]                                       | Donghae và Ryeowook                                                                       |
| President OST (Part 2)                                                     | 30 tháng 12 năm 2010                               | "Loving You"[YS]                                              | Yesung và Luna của f(x)                                                                   |
| Paradise Ranch OST (Part 2)                                                | 31 tháng 1 năm 2011                                | "Waiting For You"[YS]                                         | Yesung                                                                                    |
| Spy Myung-wol OST (Part 3)                                                 | 18 tháng 7 năm 2011                                | "If You Love More"[RW]                                        | Ryeowook                                                                                  |
| Warrior Baek Dong-soo OST (Part 2)                                         | 18 tháng 7 năm 2011                                | "For One Day"[YS]                                             | Yesung                                                                                    |
| Poseidon OST (Part 2)                                                      | 10 tháng 10 năm 2011                               | "The Way to Break Up"[KH]                                     | Kyuhyun                                                                                   |
| History of a Salaryman OST (Part 2)                                        | 3 tháng 1 năm 2012                                 | "Bravo"[LT]                                                   | Leeteuk và Key của Shinee                                                                 |
| God of War OST (Part 1)                                                    | 16 tháng 3 năm 2012                                | "Edge of Rain" ("인우") [KH]                                  | Kyuhyun                                                                                   |
| I Need a Fairy OST (Part 2)                                                | 29 tháng 3 năm 2012                                | "Oh Wa"[SM]                                                   | Sungmin                                                                                   |
| I Do, I Do OST (Part 1)                                                    | 31 tháng 5 năm 2012                                | "She Over Flowers"[YS]                                        | Yesung                                                                                    |
| Ms Panda and Mr Hedgehog OST part 1                                        | 20 tháng 8 năm 2012                                | "Please Don’t"[DH]                                            | Donghae                                                                                   |
| To the Beautiful You OST (Part 3)                                          | 29 tháng 8 năm 2012                                | "To the beautiful You"[KH]                                    | Kyuhyun cùng Tiffany                                                                      |
| * Các phim được in đậm là có sự diễn xuất của các thành viên Super Junior. |                                                    |                                                               |                                                                                           |

### Các đĩa nhạc khác
| Năm                                                                             | Thông tin | Xếp hạng a | Xếp hạng a | Xếp hạng a | Xếp hạng a | Xếp hạng a | Doanh số               |
| Năm                                                                             | Thông tin | TQ         | NB         | HQ         | TL         | ĐL         | Doanh số               |
| ------------------------------------------------------------------------------- | --- | ---------- | ---------- | ---------- | ---------- | ---------- | ---------------------- |
| 2007                                                                            | U Taiwan Limited EP - Bao gồm phiên bản tiếng Trung của bài U - Phát hành: 15 tháng 6 năm 2007 - Ngôn ngữ: Tiếng Quan Thoại, Tiếng Hàn - Định dạng: CD, DVD | –          | –          | –          | –          | –          | N/A                    |
| 2008                                                                            | 1st PREMIUM EVENT in Japan - Phát hành: 24 tháng 9 năm 2008 - Ngôn ngữ: Tiếng Nhật, Tiếng Hàn - Định dạng: DVD                                              | –          | –          | –          | –          | –          | N/A                    |
| 2011                                                                            | Japan Limited Special Edition - Super Show 3 - Phát hành: 16 tháng 2 năm 2011 - Ngôn ngữ: Tiếng Nhật - Định dạng: CD, DVD                                   | –          | 3          | –          | –          | –          | 12,851+ (Oricon chart) |
| "—" có nghĩa là không nằm trong bảng xếp hạng hoặc không được phát hành tại đó. | |            |            |            |            |            |                        |

#### Nhạc số
| Năm                                                                             | Thông tin | Xếp hạng a | Xếp hạng a | Xếp hạng a | Xếp hạng a | Xếp hạng a | Doanh số |
| Năm                                                                             | Thông tin | TQ         | NB         | HQ         | TL         | ĐL         | Doanh số |
| ------------------------------------------------------------------------------- | --- | ---------- | ---------- | ---------- | ---------- | ---------- | -------- |
| 2007                                                                            | Someone Special - Hợp tác giữa Sungmin và The Grace Dana & Lina - Phát hành: 9 tháng 3 năm 2007 - Ngôn ngữ: Tiếng Hàn - Định dạng: Nhạc số                   | –          | –          | –          | –          | –          | –        |
| 2009                                                                            | Happy Bubble - Hợp tác giữaDonghae, Kyuhyun, Han Ji Min - Phát hành: 20 tháng 8 năm 2009 - Ngôn ngữ: Tiếng Hàn - Định dạng: Nhạc số                          | –          | –          | –          | –          | –          | –        |
| 2009                                                                            | S.E.O.U.L. - Kết hợp giữa Super Junior, Girls' Generation - Phát hành: 8 tháng 12 năm 2009 - Ngôn ngữ: Tiếng Hàn - Định dạng: Nhạc số                        | –          | –          | –          | –          | –          | –        |
| 2010                                                                            | Strong Heart - Hợp tác giữa Donghae và Chance của One Way - Phát hành: 21 tháng7, 2010 - Ngôn ngữ: Tiếng Hàn - Định dạng: Nhạc số                            | –          | –          | –          | –          | –          | –        |
| 2010                                                                            | Tok Tok Tok - Hợp tác giữa Leeteuk, Heechul, Shindong, Sungmin, Eunhyuk, Donghae - Phát hành: 16 tháng 8 năm 2010 - Ngôn ngữ: Tiếng Hàn - Định dạng: Nhạc số | –          | –          | –          | –          | –          | –        |
| 2010                                                                            | Falling in Love with a Friend - Hợp tác giữa Ryeowook và Beige - Phát hành: 30 tháng 9 năm 2010 - Ngôn ngữ: Tiếng Hàn - Định dạng: Nhạc số                   | –          | –          | –          | –          | –          | –        |
| 2011                                                                            | Please - Hợp tác giữa Leeteuk và Shindong - Phát hành: 16 tháng 1 năm 2011 - Ngôn ngữ: Tiếng Hàn - Định dạng: Nhạc số                                        | –          | –          | –          | –          | –          | –        |
| 2011                                                                            | Grumbling - Hợp tác giữa Leeteuk, Krystal - Phát hành: 29 tháng 1 năm 2011 - Ngôn ngữ: Tiếng Hàn - Định dạng: Nhạc số                                        | –          | –          | –          | –          | –          | –        |
| 2011                                                                            | Ice Cream - Hợp tác giữa Leeteuk, JOO - Phát hành: 16 tháng 5 năm 2011 - Ngôn ngữ: Tiếng Hàn - Định dạng: Nhạc số                                            | –          | –          | –          | –          | –          | –        |
| 2011                                                                            | Breakup Are So Like Me - Hợp tác giữa Heechul, Kim Jang Hoon - Phát hành: 26 tháng 9 năm 2011 - Ngôn ngữ: Tiếng Hàn - Định dạng: Nhạc số - Format: Digital   | –          | –          | –          | –          | –          | – -      |
| 2011                                                                            | Dreams Come True - Hợp tác giữa Donghae, Seohyun - Phát hành: 11 tháng 10 năm 2011 - Ngôn ngữ: Tiếng Hàn - Định dạng: Nhạc số                                | –          | –          | –          | –          | –          | – -      |
| 2011                                                                            | Late Autumn - Hợp tác giữa Kyuhyun và Yoon Jongshin - Phát hành: 27 tháng 10 năm 2011 - Ngôn ngữ: Tiếng Hàn - Định dạng: Nhạc số                             | –          | –          | –          | –          | –          | – -      |
| 2011                                                                            | Oppa, Oppa - Hợp tác giữa Donghae & Eunhyuk - Phát hành: 16 tháng 12 năm 2010 - Ngôn ngữ: Tiếng Hàn - Định dạng: Nhạc số                                     | –          | –          | –          | –          | –          | –        |
| "—" có nghĩa là không nằm trong bảng xếp hạng hoặc không được phát hành tại đó. | |            |            |            |            |            |          |

#### Xuất hiện trong những album khác
| Năm | Thông tin | Xếp hạng a | Xếp hạng a | Xếp hạng a | Xếp hạng a | Xếp hạng a               | Doanh số                   | Tên ca khúc                                              |
| Năm | Thông tin | TQ         | NB         | HQ         | TL         | ĐL                       | Doanh số                   | Tên ca khúc                                              |
| --- | --- | ---------- | ---------- | ---------- | ---------- | ------------------------ | -------------------------- | -------------------------------------------------------- |
| 2007 | |            |            |            |            |                          |                            |                                                          |
| One More Time, OK? - Nghệ sĩ: The Grace - Phát hành: 4 tháng 5 năm 2007 - Ngôn ngữ: Tiếng Hàn - Định dạng: CD              | – | –          | 1          | –          | –          | 17,712+ (Korean version) | 10. "Just For One Day"[KH] |                                                          |
| The 2nd Asia Tour Concert 'O' Live - Nghệ sĩ: TVXQ - Phát hành: 18 tháng 6 năm 2007 - Ngôn ngữ: Tiếng Hàn - Định dạng: DVD | – | –          | 1          | –          | –          | –                        | 17. "Spokes Man"[DH]       |                                                          |
| 2008 | I WILL - Artist: Zhang Liyin - Phát hành: 28 tháng 3 năm 2008 - Ngôn ngữ: Tiếng Quan Thoại, Tiếng Hàn - Định dạng: CD, DVD                           | 1          | –          | 12         | –          | 8                        | 280,000+ (Chinese version) | 1. "Intro (First Love)"[HG]                              |
| 2008 | MIROTIC - Nghệ sĩ: TVXQ - Phát hành: 12 tháng 11 năm 2008 - Ngôn ngữ: Tiếng Hàn - Định dạng: CD, DVD                                                 | –          | –          | 1          | 1          | 1                        | 580,488+ (Korean version)  | 6. "Wish"[RW][KH]                                        |
| 2008 | Sang Geun's Wish - Nghệ sĩ: nhiều nghệ sĩ - Phát hành: 23 tháng 12 năm 2008 - Ngôn ngữ: Tiếng Hàn - Định dạng: CD                                    | –          | –          | –          | –          | –                        | –                          | 4. "Now We Go To Meet"[YS][SM]                           |
| 2009 | Yoo Young Suk 20th Anniversary Special Album Part. 1 - Nghệ sĩ: nhiều nghệ sĩ - Phát hành: 30 tháng 6 năm 2009 - Ngôn ngữ: Tiếng Hàn - Định dạng: CD | –          | –          | –          | –          | –                        | –                          | 1. "7 Years Of Love"[KH]                                 |
| 2010 | Ca khúc chủ đề cho 2010 G-20 Seoul summit - Nghệ sĩ: Group of 20 (Các nghệ sĩ G20) - Phát hành: 15 tháng 10 năm 2010                                 | "Let's Go" | Sungmin    |            |            |                          |                            |                                                          |
| 2010 | SM The Ballad Vol. 1 – 너무 그리워 (Miss You) - Nghệ sĩ: SM the Ballad - Phát hành: 29 tháng 11 năm 2010 - Ngôn ngữ: Tiếng Hàn - Định dạng: CD       | –          | –          | 1          | –          | –                        | 23,162+ (Korean version)   | 1. "Miss You"[KH] 2. "Hot Times"[KH] 3. "Love Again"[KH] |
| 2011 | Cooperation Album Part. 1 - Nghệ sĩ: nhiều nghệ sĩ - Phát hành: 15 tháng 7 năm 2011 - Ngôn ngữ: Tiếng Hàn - Định dạng: CD                            | –          | –          | –          | –          | –                        | –                          | 1. "I am Behind You"[YS]                                 |
| "—" có nghĩa là không nằm trong bảng xếp hạng hoặc không được phát hành tại đó.                                            | |            |            |            |            |                          |                            |                                                          |

### Album ảnh
| Năm                                                                             | Thông tin | Xếp hạng a | Xếp hạng a | Xếp hạng a | Xếp hạng a | Xếp hạng a |
| Năm                                                                             | Thông tin | TQ         | NB         | HQ         | TL         | ĐL         |
| ------------------------------------------------------------------------------- | --- | ---------- | ---------- | ---------- | ---------- | ---------- |
| 2007                                                                            | Boys in City - Kuala Lumpur - 1st Photobook - Phát hành: tháng 1 năm 2007 - Ngôn ngữ: Tiếng Hàn - Định dạng: CD                              | –          | –          | –          | –          | –          |
| 2008                                                                            | Boys in City Season 2 - Tokyo - 2nd Photobook - Phát hành: tháng 12 năm 2008 - Ngôn ngữ: Tiếng Hàn - Định dạng: DVD, Paper copy              | –          | –          | –          | –          | –          |
| 2009                                                                            | Boys in City Season 3 - Hong Kong - 3rd Photobook - Phát hành: tháng 4 năm 2010 - Ngôn ngữ: Tiếng Hàn - Định dạng: DVD, Paper copy           | –          | –          | –          | –          | –          |
| 2011                                                                            | Super Show 3 - The 3rd Asia Tour Concert - 1st Concert Photobook - Phát hành: tháng 7 năm 2011 - Ngôn ngữ: Tiếng Hàn - Định dạng: paper copy | –          | –          | –          | –          | –          |
| "—" có nghĩa là không nằm trong bảng xếp hạng hoặc không được phát hành tại đó. | |            |            |            |            |            |

## Super Junior-K.R.Y
Danh sách dưới đây là những nhạc phẩm dưới tên Super Junior-K.R.Y, nhóm nhỏ chính thức đầu tiên của Super Junior. Được thành lập tháng 11 năm 2006, K.R.Y. gồm có các thành viên Kyuhyun, Ryeowook, và Yesung. Bộ ba này tập trung chủ yếu vào các ca khúc Ballad.
| Album                                         | Ngày phát hành       | Đơn vị phát hành | Ca khúc                                                              |
| --------------------------------------------- | -------------------- | ---------------- | -------------------------------------------------------------------- |
| Hyena Original Soundtrack                     | 3 tháng 11 năm 2006  | SM Entertainment | - 1. "The Night Chicago Died" - 3. "The One I Love" - 5. "Smile"[KH] |
| Snow Flower Original Soundtrack               | 14 tháng 12 năm 2006 | Seoul Records    | "Stop Walking By"                                                    |
| Billy Jean Look At Me Original Soundtrack     | 24 tháng 1 năm 2007  | SM Entertainment | "Just You"                                                           |
| Partner Original Soundtrack                   | 23 tháng 6 năm 2009  |                  | "Dreaming Hero"                                                      |
| Bài hát chủ đề của Superstar K3 - Kênh Mnet   | 15 tháng 4 năm 2011  | CJ E&M           | 1. "Fly" 2. "Fly" (instrumental)                                     |
| Yoon Il Sang 21st Anniversary 'I’m 21' Part 2 | 18 tháng 1 năm 2012  |                  | "Reminiscence"                                                       |
| To the Beautiful You OST                      | 29 tháng 8 năm 2012  | SM Entertainment | - Sky                                                                |
| Ms Panda and Mr Hedgehog OST                  | 11 tháng 9 năm 2012  |                  | - Loving You                                                         |

## Super Junior-T
Những nhạc phẩm dưới đây được đề dưới tên Super Junior-T,phân nhóm chính thức thứ hai của Super Junior. Được thành lập tháng 2 năm 2007, SJ-T bao gồm các thành viên Leeteuk, Heechul, Kangin, Shindong, Sungmin và Eunhyuk. Nhóm nhỏ này tập trung chủ yếu vào thể loại nhạc Trot truyền thống của Hàn Quốc.

### Đĩa đơn
| Năm                                                                             | Thông tin | Xếp hạng a | Xếp hạng a | Xếp hạng a | Xếp hạng a | Xếp hạng a | Doanh số                 |
| Năm                                                                             | Thông tin | TQ         | NB         | HQ         | TL         | ĐL         | Doanh số                 |
| ------------------------------------------------------------------------------- | --- | ---------- | ---------- | ---------- | ---------- | ---------- | ------------------------ |
| 2007                                                                            | "Rokkugo" ("로꾸거!!!") - 1st single - Phát hành: 23 tháng 2 năm 2007 - Ngôn ngữ: Tiếng Hàn - Định dạng: CD, DVD  | –          | –          | 1          | 1          | –          | 45,998+ (Korean version) |
| 2008                                                                            | "ROCK&GO" (cùng Moeyan) - 2nd single - Phát hành: 5 tháng 11 năm 2008 - Ngôn ngữ: Tiếng Nhật - Định dạng: CD, DVD | –          | 14         | –          | –          | –          | –                        |
| "—" có nghĩa là không nằm trong bảng xếp hạng hoặc không được phát hành tại đó. | |            |            |            |            |            |                          |

## Super Junior-M
Những nhạc phẩm dưới đây được đề dưới tên Super Junior-M, phân nhóm chính thức thứ ba của Super Junior. Được thành lập ngày 8 tháng 4 năm 2008, SJ-M bao gồm các thành viên: Han Geng, Donghae, Siwon, Ryeowook, Kyuhyun, Eunhyuk, Sungmin và hai thành viên không thuộc Super Junior là Henry và Zhoumi. Phân nhóm này được coi là đại diện cho Super Junior tại thị trường Trung Quốc, chủ yếu hát những bài hát tiếng Hoa.
| Năm                                                                             | Thông tin | Xếp hạng a | Xếp hạng a | Xếp hạng a | Xếp hạng a | Xếp hạng a | Doanh số                                                 |
| Năm                                                                             | Thông tin | TQ         | NB         | HQ         | TL         | ĐL         | Doanh số                                                 |
| ------------------------------------------------------------------------------- | --- | ---------- | ---------- | ---------- | ---------- | ---------- | -------------------------------------------------------- |
| 2008                                                                            | 迷 (Me) - 1st studio album - Phát hành: 2 tháng 5 năm 2008 - Ngôn ngữ: Tiếng Quan Thoại, Tiếng Hàn - Định dạng: CD, DVD | 1          | –          | 4          | 1          | 2          | 10,000+ (South Korea)                                    |
| 2009                                                                            | Super Girl - 1st mini album - Phát hành: tháng 9 năm 2009 - Ngôn ngữ: Tiếng Quan Thoại. - Định dạng: CD                 | 1          | –          | 2          | 1          | 1          | 20,000+ (Taiwan version)                                 |
| 2011                                                                            | Perfection - 2nd mini album - Phát hành: tháng 2 năm 2011 - Ngôn ngữ: Tiếng Quan Thoại - Định dạng: CD                  | 1          | –          | 1          | 1          | 1          | 60,000+ (Đài Loan) 35,000+ (Hàn Quốc) 16,000+ (Nhật Bản) |
| "—" có nghĩa là không nằm trong bảng xếp hạng hoặc không được phát hành tại đó. | |            |            |            |            |            |                                                          |

## Super Junior-Happy
Những nhạc phẩm dưới đây được đề dưới tên Super Junior-Happy, phân nhóm chính thức thứ tư của Super Junior. Được thành lập tháng 6 năm 2008, SJ-Happy bao gồm các thành viên Leeteuk, Yesung, Kangin, Shindong, Sungmin, và Eunhyuk. Phân nhóm tập trung chủ yếu vào những bài hát vui vẻ mang phong cách teen pop và bubblegum pop.
| Năm                                                                             | Thông tin                                                                                                | Xếp hạng a | Xếp hạng a | Xếp hạng a | Xếp hạng a | Xếp hạng a | Doanh số                 |
| Năm                                                                             | Thông tin                                                                                                | TQ         | NB         | HQ         | TL         | ĐL         | Doanh số                 |
| ------------------------------------------------------------------------------- | --- | ---------- | ---------- | ---------- | ---------- | ---------- | ------------------------ |
| 2008                                                                            | Cooking? Cooking! - 1st mini album - Phát hành: 5 tháng 6 năm 2008 - Ngôn ngữ: Tiếng Hàn - Định dạng: CD | –          | –          | 1          | 1          | 1          | 24,531+ (Korean version) |
| "—" có nghĩa là không nằm trong bảng xếp hạng hoặc không được phát hành tại đó. | |            |            |            |            |            |                          |

## Album hợp tác

### SMTown
SM Town là tên mà SM Entertainment đặt cho những dự án kết hợp nghệ sĩ của công ty cho những album phát hành vào kỳ nghỉ đông và hè. SM Town bao gồm các nghệ sĩ thuộc quyền quản lý của SM Entertainment.
| Tên album                             | Ngày phát hành       | Ngôn ngữ  | Công ty          | Tên ca khúc |
| ------------------------------------- | -------------------- | --------- | ---------------- | --- |
| 2006 Summer SMTown                    | 20 tháng 6 năm 2006  | Tiếng Hàn | SM Entertainment | 1. "Full Sun (Red Sun)" - SM Town 3. "Dancing Out" 10. "Smile!"                                                                                                |
| 2006 Winter SMTown - Snow Dream       | 12 tháng 12 năm 2006 | Tiếng Hàn | SM Entertainment | 1. "Snow Dream" - SM Town 3. "Tic! Toc!" 5. "Just You"[KRY] |
| 2007 Summer SMTown - Fragile          | 5 tháng 7 năm 2007   | Tiếng Hàn | SM Entertainment | 2. "Let's Go On a Trip! - SM Town 3. "Full of Happiness" 4. "Eve Warning"[SD] 8. "A Shell Necklace"[YS][RW] 9. "Under the sea"[LT][HC][YS][KI][SM][EH][DH][RW] |
| 2007 Winter SMTown - Only Love        | 7 tháng 12 năm 2007  | Tiếng Hàn | SM Entertainment | 1. "Only Love" - SM Town 4. "First Snow" |
| 2009 Summer SMTown – We Are Shining   | 14 tháng 8 năm 2009  | Tiếng Hàn | SM Entertainment | 1. "Seaside" - TVXQ, Super Junior, SHINee 4. "Carnival" |
| 2011 Winter SMTown – The Warmest Gift | 13 tháng 12 năm 2011 | Tiếng Anh | SM Entertainment | 1. "Santa U Are The One" |

### Những nhạc phẩm khác
| Tựa đề                           | Ngày phát hành      | Ngôn ngữ   | Công ty          |
| -------------------------------- | ------------------- | ---------- | ---------------- |
| Sweet memories with Super Junior | 12 tháng 3 năm 2008 | Tiếng Nhật | SM Entertainment |
| Heart 2 heart with Super Junior  | 13 tháng 3 năm 2008 | Tiếng Anh  | SM Entertainment |